# Maestà di Assisi

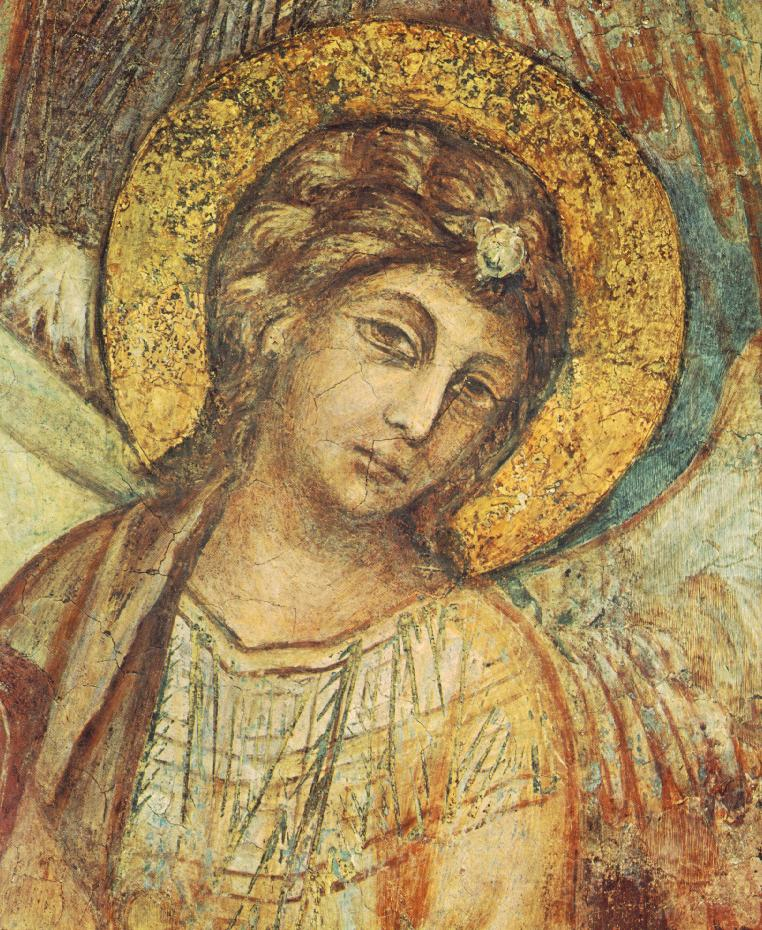
Dettaglio

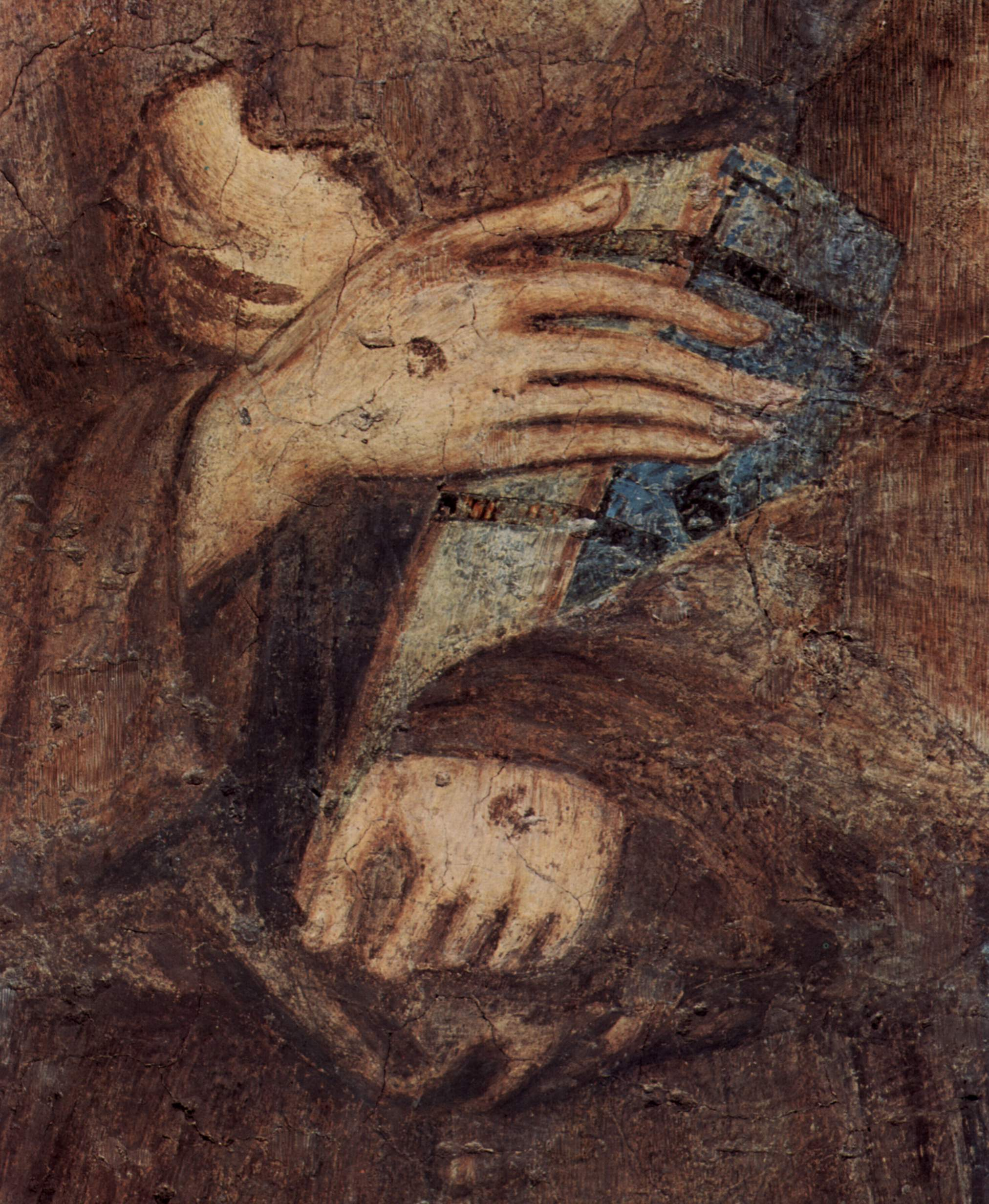
Le stimmate

La Maestà di Assisi è un affresco (320x340 cm) di Cimabue, databile attorno al 1285-1288 circa. Si trova nella basilica inferiore di San Francesco di Assisi.

## Storia
Come tipico dell'epoca l'affresco venne eseguito in una sola giornata stendendo un arriccio grande quanto il ponteggio e procedendo poi con ampie finiture a secco (la stessa tecnica è alla base del pessimo stato di conservazione degli affreschi di Cimabue nella basilica superiore).
L'affresco fu forse ritoccato dalla bottega di Giotto nel XIV secolo, ridipinto nel 1587 da un pittore tardocinquecentesco, forse Guido da Gubbio. Nel 1872-1874 fu restaurato da Guglielmo Botti, con un intervento che venne lodato da Cavalcaselle ma praticando uno di quegli “abbellimenti” neogotici in voga all'epoca. Nel 1973 fu ancora restaurato dall'Istituto Centrale del Restauro di Roma. Le ridipinture non sono state del tutto eliminate per cui l'affresco originale Cimabuesco appare lacunoso e in pessimo stato di conservazione. Molti critici ne valutano solo l'impostazione generale, non i dettagli.
L'opera fu riconosciuta come appartenente a Cimabue da Fra' Lodovico da Pietralunga nel XVI secolo, ipotesi confermata nel XIX secolo da Sebastiano Ranghiasci. Da allora nessun critico ne ha messo in dubbio l'attribuzione. Più discussa è la datazione che oscilla tra il 1280 e il 1300 circa a seconda degli studiosi. Si è affermata la tesi (da Brandi, 1951, in poi), che la Maestà sia anteriore agli affreschi dello stesso Cimabue nella Basilica superiore (1288-1292); anzi si suppone che proprio la sua felice riuscita sia stata alla base dell'assegnazione a Cimabue degli affreschi della basilica superiore. Ciò è plausibile anche confrontando gli affreschi da un punto di vista stilistico. La recente analisi stilistica dettagliata e rigorosa di Luciano Bellosi (2004) data l'opera al 1285-1288 circa, all'inizio dell'attività assisiate dell'artista.
Adolfo Venturi, notando l'inconsueta asimmetria, ipotizzò che gli adiacenti affreschi di Giotto e bottega avessero coperto una figura alla sinistra del trono della Vergine, simmetrica a San Francesco sulla destra, che avrebbe potuto essere Sant’Antonio da Padova oppure san Domenico (Nylom, 1969). Forse il san Francesco fu aggiunto in seguito su richiesta della comunità francescana (ancora Nylom, 1969), ma questa ipotesi è oggi in genere scartata per l'equilibrata organicità della composizione, sia che sia presente un secondo santo, sia senza.

## Descrizione
Situata nel transetto destro della basilica inferiore, mostra la Madonna col Bambino in Maestà, cioè su un trono, tra quattro angeli e con una rappresentazione di san Francesco in piedi a destra. 
Il trono ligneo di Maria, elegantemente intagliato e un tempo abbellito da dorature, è disposto in tralice come nella Maestà del Louvre, non ancora in scorcio centrale come nella Maestà di Santa Trinita. Sulla spalliera si trova una cortina ricamata. Maria tiene il Bambino sulle ginocchia con una sciolta posizione asimmetrica, poggiando il piede destro su un gradino basso e quello sinistro più in alto, anche per facilitare la tenuta del figlio che siede su quel lato. Gesù, dal volto evidentemente ridipinto (come quello di Maria), tende una mano a afferra con naturalezza un lembo della veste della madre, mentre Maria, dalle dita lunghe e affusolate, gli accarezza un piedino. La forma delle mani è in special modo tipica dell'artista e della sua cerchia, come si vede in opere come la Madonna di Castelfiorentino. Alle ridipinture vanno ascritti anche i panneggi.
Gli angeli, sorridenti e rivolti allo spettatore, si dispongono attorno al trono accarezzandolo con eleganza e inclinando ritmicamente le teste, ora e destra, ora a sinistra, ispirata a opere romane come la Maestà di Santa Maria Antiqua (V secolo) o quella Theotokòs di Santa Maria in Trastevere (fine del VII secolo). Essi sono scalati su due file: se la diversa profondità è ben suggerita dalla loro fisica presenza esaltata dalla platicità dei loro volumi, non chiarito è invece il punto di appoggio su cui stanno, facendo ipotizzare per gli ultimi due un gradino invisibile o una soprannaturale levitazione. Tra gli angeli spicca soprattutto il volto di quello in basso a destra, con le ali finemente sfumate come si riscontra anche negli angeli tra le logge della basilica superiore. Ha un volto enigmaticamente atteggiato, quasi accennante un sorriso, percorso da profonde ombre che danno rotondità.
Il San Francesco è simile a quello ritratto in una tavola conservata nel Museo di Santa Maria degli Angeli. Si tratta di una delle più antiche rappresentazioni del santo, anche se le ridipintura successiva impedisce di trarne conclusioni sulla reale fisionomia. È scalzo, indossa il saio, e ha un aspetto giovanile, con una corta barba e con la chierica. Fissando il fedele, mostra con evidenza i segni delle stimmate sulle mani e sui piedi, nonché sul costato grazie a uno squarcio all'altezza del petto. Egli aveva originariamente orecchie molto grandi, attenuate dalle ridipinture successive, a cui si devono anche i numerosi ritocchi scuri. Al petto tiene un libro.
I due gruppi figurativi si esaltano pacatamente nel contrasto della loro diversità: così elegante e fastosa la Maestà, così sobrio e remissivo il santo. Tutta la composizione poggia su un prato verde, oggi assai annerito per l'ossidazione del colore. 

## Stile
L'analisi recente, accurata e rigorosa di Luciano Bellosi (2004) ha permesso di stabilire che la Maestà ha anticipato gli affreschi della Basilica superiore di San Francesco d'Assisi e seguito i mosaici del battistero di Firenze ed opere come il crocifisso di Santa Croce o la Maestà del Louvre, databili al 1280 circa. Questi i principali indizi che permettono di pre-datare la Maestà rispetto agli altri affreschi di Assisi:
- Le aureole non sono in rilievo e raggiate, come quelle più innovative presenti nella basilica superiore ed adottate da tutti gli artisti in seguito nei cicli di affreschi.
- La scena della Vergine seduta sul trono celeste insieme a Gesù Cristo della basilica superiore riporta una raffigurazione frontale del trono, con entrambi i fianchi aperti come le pagine di un libro. Una tale rappresentazione del trono sarà usata da Cimabue solo nella tarda Madonna di Santa Trinita (1290-1300 circa) e dagli allievi come Duccio di Buoninsegna dopo il 1290, mentre la Maestà del Louvre (1280 circa) e la Madonna di Bologna (1281-1285 circa) riportano un trono in tralice.

Questi i principali indizi che permettono di post-datare la Maestà rispetto alle opere del 1280 circa:
- La narice nelle teste piegate a “tre quarti” non è più un semplice ispessimento del bordo del naso come nelle opere di Cimabue del 1280. Tutti gli affreschi assisiati, compresa la Maestà in questione, riportano una sorta di incisione entro il naso, come nella Madonna di Santa Trinita e nel mosaico absidale del duomo pisano, che sono le opere più tarde a noi giunte di Cimabue.
- Le pieghe del manto della vergine sopra la testa cadono verticalmente come nella Maestà di Santa Trinita e non sono disposte secondo semicerchi concentrici come nella Maestà del Louvre (1280 circa), nella Madonna di Bologna (1281-1285 circa) e nella madonna dolente del crocifisso di Santa Croce.
- Le pieghe del Manto della Vergine sono più sciolte ed hanno perso l'attillatura e i sottosquadri della Maestà del Louvre (1280 circa) e della Madonna di Bologna (1281-1285 circa).
- Il volto della Vergine e degli angeli hanno perso la seriosità della Maestà del Louvre ed appaiono più distesi e sereni, quasi sorridenti, come nella Maestà di Santa Trinita.
- Gli angeli sono alternativamente rappresentati con i volti a destra e sinistra, una rappresentazione che ricorda la Maestà di Santa Trinita, ma non quella del Louvre.

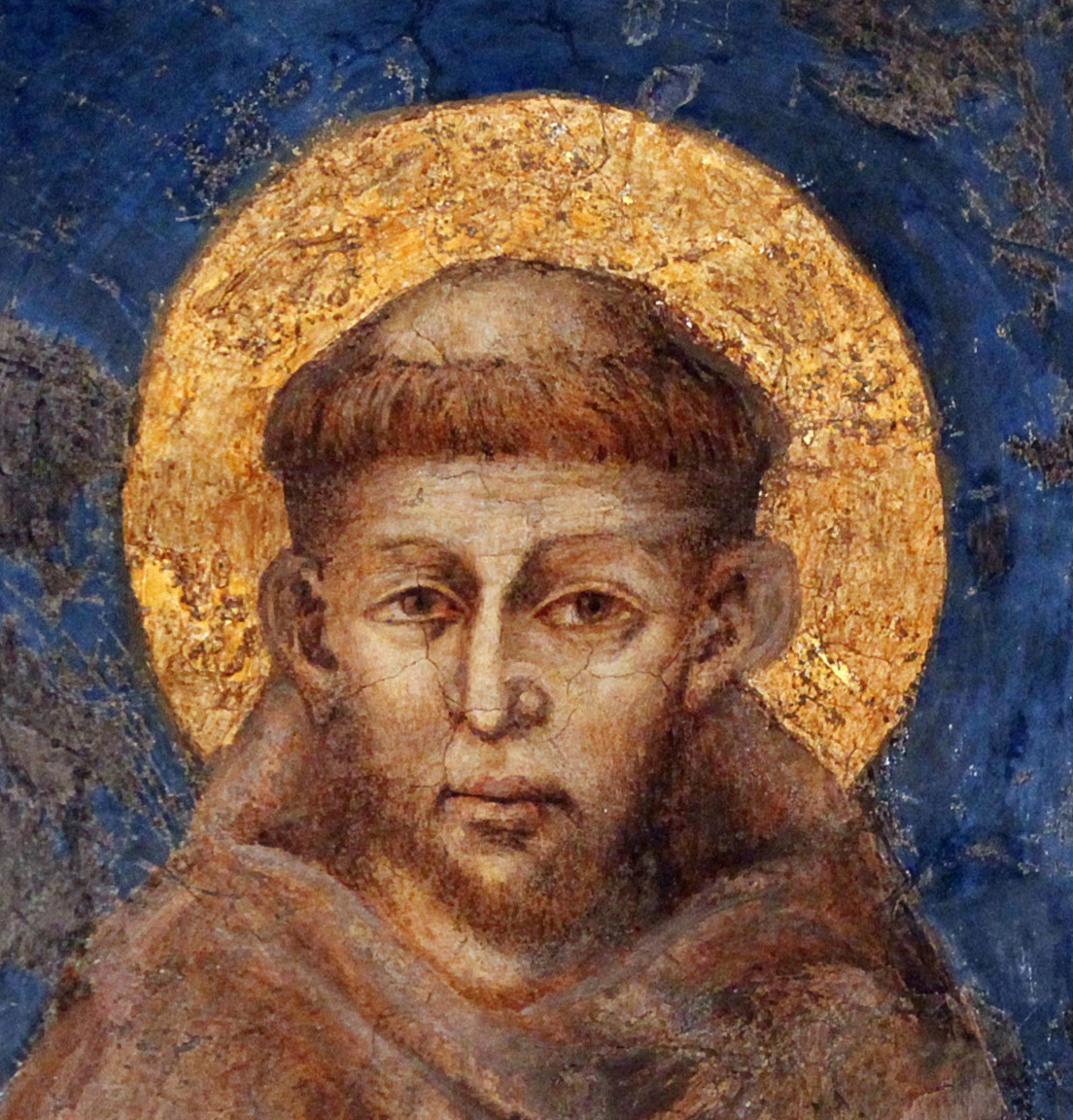
Volto di san Francesco (pesantemente ridipinto)